# Mistrzostwa Nordyckie w Boksie 2015
Mistrzostwa Nordyckie w Boksie 2015 – zawody bokserskie, w których udział mogą brać zawodnicy z krajów nordyckich. Zawody trwały od 28 do 29 marca w mieście Tampere, a zawodnicy rywalizowali w ośmiu kategoriach wagowych.

## Medaliści
| Kategoria wagowa                | Złoto          | Srebro                 | Brąz                            |
| Waga kogucia (- 56 kg.)         | Matti Koota    | Fredrik Jensen         | Ali Srour Hikmat Azamov         |
| Waga lekka (- 60 kg.)           | Bashir Hassan  | Angelo Bernhard Torres | Timo Liljeroos Marsel Terteryan |
| Waga lekkopółśrednia (- 64 kg.) | Amin Nuri      | Salavat Khatujev       | Enock Mwandila                  |
| Waga półśrednia (- 69 kg.)      | Jamsid Nazari  | Antti Hietala          | Clarence Goyeram Mathias Kirud  |
| Waga średnia (- 75 kg.)         | Leon Chartoy   | Ilari Kujala           | Martin Larsen Adam Bashanov     |
| Waga półciężka (- 81 kg.)       | Ville Hukkanen | Ditlev Rossing         | Vegar Tregren                   |
| Waga ciężka (- 91 kg.)          | Tomi Honka     | Kim Thomsen            | Kevin Melhus Mustafa El-Molla   |
| Waga super-ciężka (+ 91 kg.)    | Simen Nysæther | Kem Ljungquist         |                                 |